# Панчеве
Па́нчеве (колишні назви — слобода Вільхуватка, Дев'ята рота) — село в Україні, у Новомиргородській міській громаді Новоукраїнського району Кіровоградської області. Населення — 1 844 осіб. До 2020 року — колишній центр Панчівської сільської ради.

## Географія
Село Панчеве розташоване за 22 км від Новомиргорода, на узбережжі річки Велика Вись. Площа села — 780,15 га.

## Історія

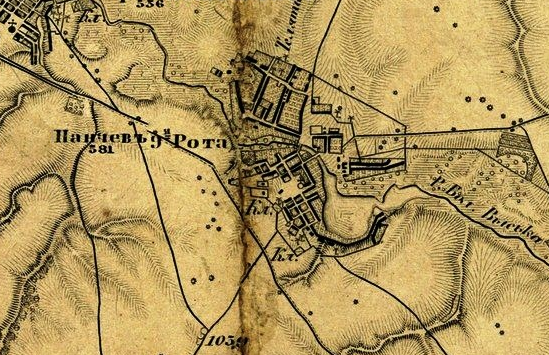
Панчеве на військово-топографічній карті (1869)

У 1702 році на місці села розташовувалася слобода Вільхуватка.
У 1752 році з утворенням Нової Сербії тут оселилися 220 сербських прикордонників з сім'ями. У 1752—1764 роках в поселенні знаходилась 9-та рота новосербського кінного Гусарського полку. Колишні назви села — Вільховатський шанець, Панчов, Панчів, Панчєв (сербський аналог — Панчєво).
Станом на 1772 рік у шанці Панчевому існувала дерев'яна двохпрестольна Миколаївська церква, священиком якої з 1760 року був Іоан Васильєв, та підпорядковувалась Новомиргородському духовному Правлінню. Хори церкви були присвячені Покрові Богородиці.
9-ту роту орієнтовно у 1824 році відвідав Тарас Шевченко, чумакуючи з батьком до Єлисаветграда. Про це він згадував у повісті «Наймичка»:

| «...Смотрю — опять степь, степь широкая, беспредельная. Только чуть мреет влево что-то похожее на лесок. Я спрашиваю у отца, что это видно. — Девятая рота, — отвечает он мне. Но для меня этого не довольно. Я думаю: — Что это — 9-я рота? Степь. И все степь»[3]. |
Станом на 1886 рік в селі Панчівської волості Єлисаветградського повіту Херсонської губернії мешкала 3431 особа, налічувалось 758 дворових господарств, існували православна церква, школа, 4 лавки, відбувались базари по неділях.
У травні-червні 1918 року, під час придушення Канізького повстання, загинуло 36 мешканців села Панчевого.
415 мешканців села брали участь у радянсько-німецькій війні, 208 з них не повернулися з фронтів, а 350 було нагороджено орденами та медалями. В боях за звільнення Панчевого загинули 164 вояки 793-го полку 213-ї стрілецької дивізії під керівництвом Героя Радянського Союзу підполковника Олександра Вашкевича. Вони були поховані в братській могилі в центрі села.
У 1980-х роках село зазнало періоду розквіту. Були збудовані Будинок культури, ресторан «Вись», телецентр та інші об'єкти соціальної інфраструктури. Вперше в Новомиргородському районі у Панчевому розпочав мовлення місцевий «39-й телеканал». Було розпочато, але невдовзі згорнуто будівництво торгового центру та нового приміщення дитсадка.

## Населення
У роки Голодомору 1932—1933 років населення Панчевого зменшилось з понад 6 тисяч до 252 особи.
У 1940 році в селі проживало 2142 працездатних осіб, загальна кількість — близько 4400 осіб.
Станом на 1970 рік населення Панчівської сільської ради становило 2926 осіб.
За переписом УРСР 1989 року чисельність наявного населення села становила 2000 осіб, з яких 892 чоловіки та 1108 жінок.
За переписом населення України 2001 року в селі мешкало 1845 осіб.
| 1886 | 1927 | 1933 | 1970 | 2001 |
| ---- | ---- | ---- | ---- | ---- |
| 3431 | 7391 | 252  | 2926 | 1844 |
|      | ▲    | ▼    | ▲    | ▼    |

### Мова
Розподіл населення за рідною мовою за даними перепису 2001 року:
| Мова       | Відсоток |
| ---------- | -------- |
| українська | 91,54 %  |
| російська  | 3,9 %    |
| молдовська | 3,36 %   |
| вірменська | 0,81 %   |
| білоруська | 0,16 %   |
| інші       | 0,23 %   |

## Інфраструктура
В селі діють середня загальноосвітня школа I—III ступенів, ДНЗ «Малятко», православна церква, сільський будинок культури, дільнична лікарня, будинок престарілих, дільничний пункт міліції, аптека та численні магазини.

### Сільське господарство
- ТОВ Агрофірма «Панчеве»[11].

### Транспорт
Через село пролягає автошлях територіального значення Т 1201.
Регулярні пасажирські перевезення здійснюються рейсовими автобусами:
- Новомиргород — Кропивницький;
- Капітанівка — Кропивницький;
- Кропивницький — Панчеве.

## Вулиці
У Панчевому налічується 21 вулиця:. У 2016 році, на виконання Закону України про декомунізацію, деякі вулиці села було перейменовано:
| Сучасна назва   | Колишня назва  |
| Вишнева вул.    | Фрунзе вул.    |
| Гоголя вул.     |                |
| Дружби вул.     |                |
| Хутірська вул.  | Куйбишева вул. |
| Джерельна вул.  | Кірова вул.    |
| Козацька вул.   | Чапаєва вул.   |
| Миру вул.       |                |
| Набережна вул.  |                |
| Перемоги вул.   |                |
| Польова вул.    | Червона вул.   |
| Пушкіна вул.    |                |
| Садова вул.     |                |
| Слави вул.      |                |
| Солдатська вул. |                |
| Степова вул.    |                |
| Урожайна вул.   |                |
| Франка вул.     |                |
| Центральна вул. | Жовтнева вул.  |
| Шевченка вул.   |                |
| Широка вул.     | Щорса вул.     |
| Шкільна вул.    |                |

## Місцевості
Кутки села:
- Коропівка (колишня вул. Леніна)
- Бессарабія (колишня вул. Сталіна)
- Красний Кут (колишня вул. Щорса)
- Хутір (колишня вул. Куйбишева)
- Царина, Лак, Бульбока

Природні місцевості:
- П'ята Доля
- Макітра
- Потічок
- Кудрень
- Рипа[14]

## Музей Панчівської школи
В музеї сільської середньої загальноосвітньої школи поряд з речами і рукописами письменника та краєзнавця Миколи Стояна зберігаються літературні видання його випускників: поетична збірка «Покинута криниця» відомого в Києві лікаря-онколога Євгена Поліщука, поезії та нариси професора кафедри агрономії Центральноукраїнського технічного університету Валентина Маткевича, прозові видання заслуженого журналіста Росії та Хакасії Олеся Грека, автобіографічна книга Віктора Андрійовича Боська «Голуби та скрипка», один із розділів якої присвячений Миколі Олександровичу, а також проби пера інших його учнів, більшості з яких вже немає в живих.

Світлини музею
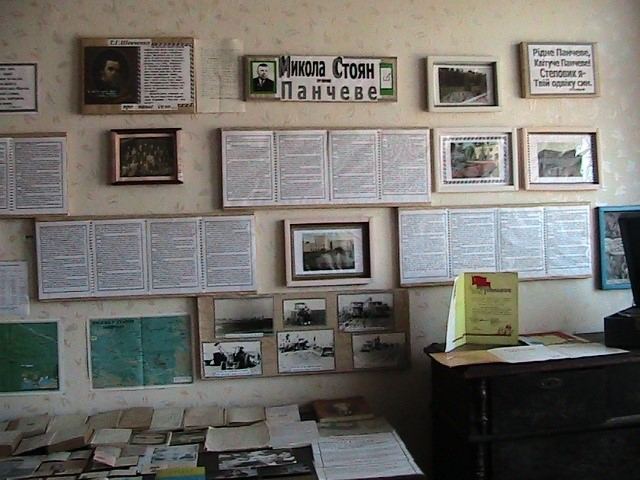
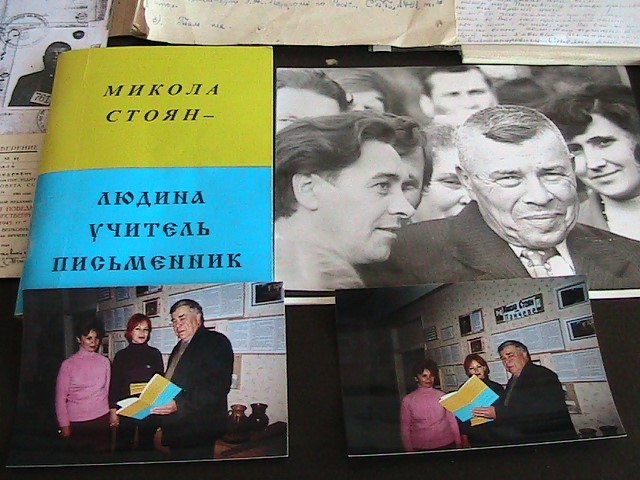

## Пам'ятники
| Назва                                                                              | Розташування                             | Дата встановлення | Фото | Короткі відомості |
| Воїнам, полеглим під час Другої світової Війни, меморіал                           | в центрі села                            |                   |      | У братській могилі поховано 156 радянських солдат, які загинули під час звільнення села; імена близько двох десятків з них вказані на меморіальній плиті над могилою. На інших плитах викарбувані імена всіх загиблих вояків-вихідців з села. |
| Радянських воїнів, братська могила                                                 | на кладовищі                             |                   |      | На могильній плиті під пам'ятником розміщено епітафію: \| Вечная память героям, павшим в боях за свободу и независимость нашей Родины.(рос.) \|                                                                                               |
| Гжеляка-Вімута Яна, могила                                                         | на кладовищі                             | 1920              |      | В могилі похований Ян Гжеляк-Вімут (пол. Jan Grzelak Viemuth), соціаліст-інтернаціоналіст, член Іноземної колегії (1880—1920). |
| Стояну Миколі Олександровичу, меморіальна дошка                                    | на фасаді Панчівської ЗОШ I—III ступенів |                   |      | Пам'ятна дошка сповіщає, що з 1947 по 1980 роки в Панчівській школі працював учитель, письменник та краєзнавець М. О. Стоян. |
| Вечная память героям, павшим в боях за свободу и независимость нашей Родины.(рос.) |                                          |                   |      | |

## Відомі особи
- Маткевич Валентин Трохимович (нар. 24 березня 1937 — †2015) — рослинознавець, письменник, педагог.
- Степанов Юрій Іванович (1920) — український архітектор, заслужений архітектор УРСР[15].
- Стоян Микола Олександрович — краєзнавець, дослідник історії села.
- Чорноіваненко Анатолій Кузьмович — заслужений працівник сільського господарства України.

## Галерея

Середня загальноосвітня школа
Будинок культури
Православна церква
Двоповерховий будинок на вулиці Центральній
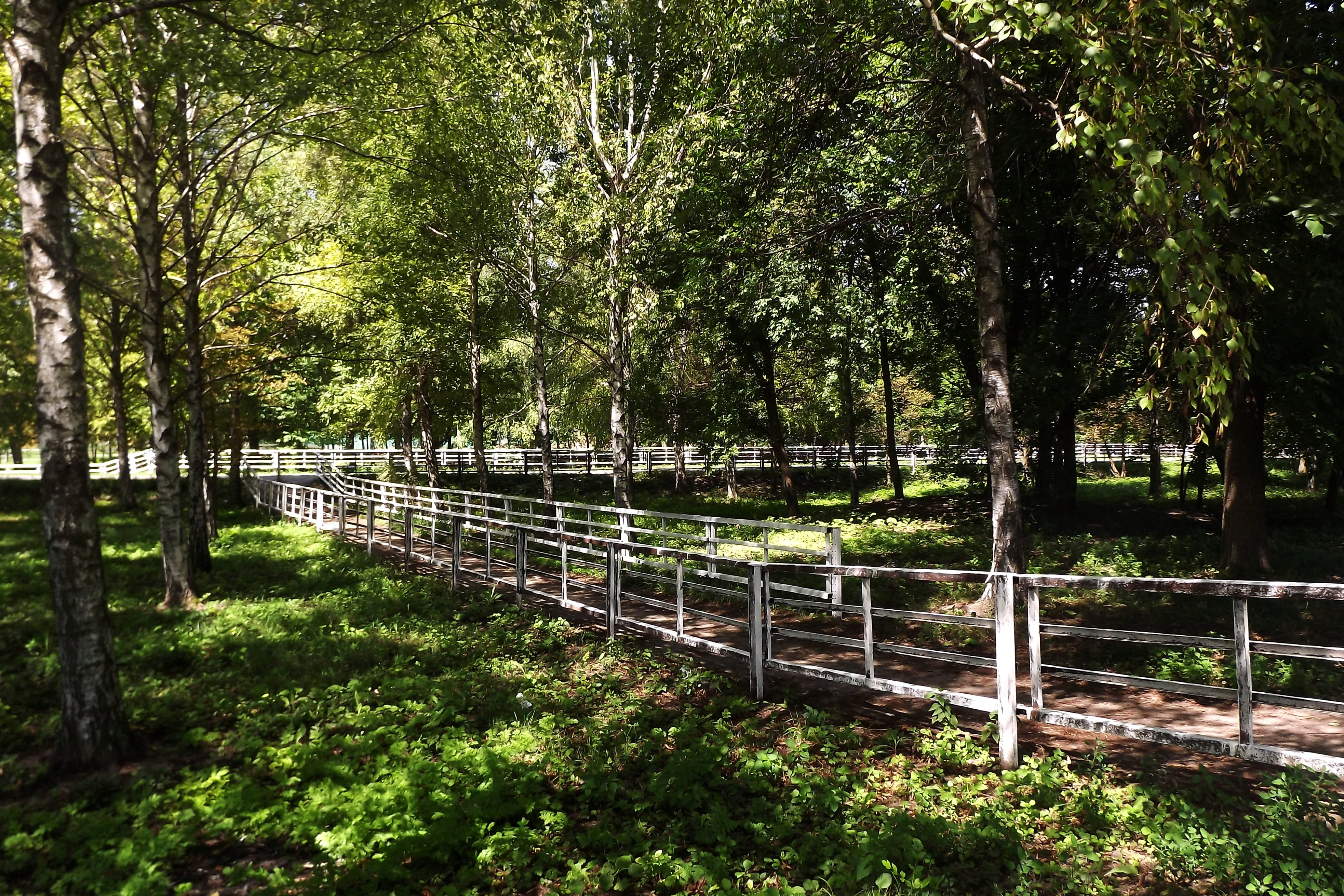
Парк